# Jabar al-Louaïbi
Jabar al-Louaïbi (en arabe : جبار اللعيبي), né le 13 juin 1945, est un homme politique irakien, ministre du Pétrole (ar) de 2016 à 2018.

## Biographie
Jabar al-Louaïbi a obtenu un Bachelor's degree en ingénierie chimique ainsi qu'un diplôme d’ingénieur acquis au Royaume-Uni.
Jabar al-Louaïbi a intégré la compagnie irakienne Iraq National Oil Company à Basra en 1973. Il a ensuite occupé plusieurs postes et responsabilité dans le domaine du pétrole irakien. Ainsi, entre 2003 et 2008, il est le directeur de la compagnie South Oil Company.
En 2009, il devient le conseiller du ministre du Pétrole irakien Hussein Chahristani.
En août 2016, lors de la formation d'un nouveau gouvernement, il est nommé par le Premier ministre Haïder al-Abadi au poste de  ministre du Pétrole irakien (ar).